# 1941 en Grèce
Chronologie de la Grèce
- 1937
- 1938
- 1939
- 1940
- 1941
- 1942
- 1943
- 1944
- 1945

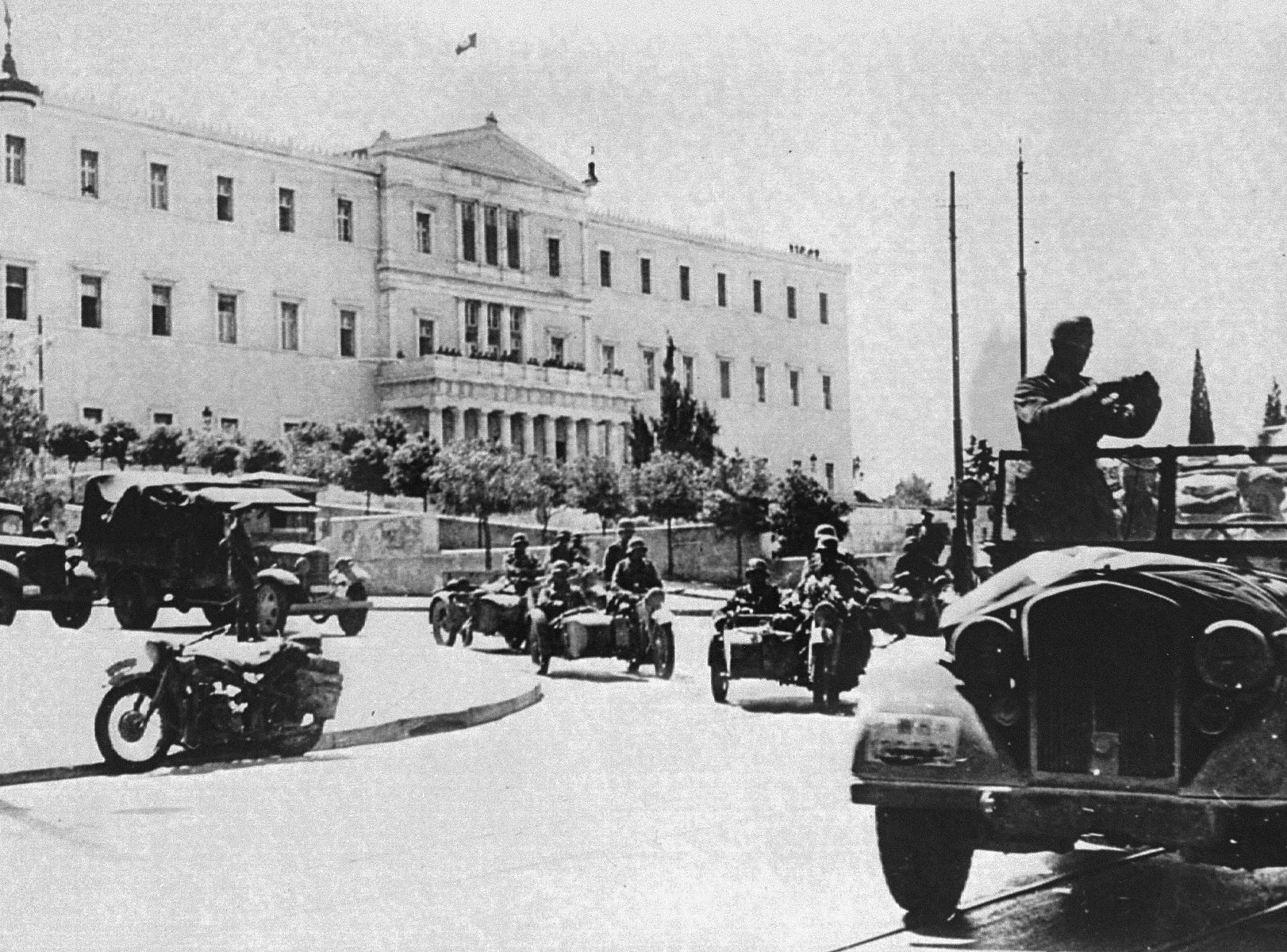
Troupes allemandes sur la Place Sýntagma à Athènes (avril 1941).

Cette page concerne les évènements survenus en 1941 en Grèce  :

## Évènement
- Début de la grande famine (1941-1944)
- 6-11 janvier : Capture de la gorge de Këlcyrë (en)
- 31 janvier : Attaque du convoi AN 14
- 25-28 février : Opération Abstention
- mars-avril : Opération Lustre
- 9 mars : Bataille de la colline 731 (en)
- 9-16 mars : Offensive de printemps italienne (en)
- 25-26 mars : Raid de la baie de La Sude
- 29 mars : Bataille du cap Matapan
- avril : début de l'occupation
- 6 avril : fin de la guerre italo-grecque
- 6-9 avril : Bataille de la ligne Metaxas (en)
- 6 avril-30 avril : Bataille de Grèce (débarquement des Allemands)
- 11-12 avril : Bataille de Vévi
- 13 avril : 
  - Bataille de Klisoura (en)
  - Bataille de Ptolemaïda
- 20 avril : Bataille d'Athènes (el)
- 23 avril : Le roi Georges II et le gouvernement d'Emmanouil Tsouderos évacuent Athènes et se réfugient en Crète
- 24-25 avril : 
  - Opération Démon
  - Bataille des Thermopyles
- 25 avril : naufrage du Pennland
- 30 avril : 
  - début de l'État grec, régime fantoche et collaborateur mis en place par l'occupant nazi et fasciste (1941-1944)
  - Geórgios Tsolákoglou est nommé Premier ministre.
- 20 mai-1er juin : Bataille de Crète
- 24 mai-2 juin-1er août : Exécutions d'Alikianós (en)
- 27 mai : Bataille de la 42e rue (en)
- 1er juin : fin de la campagne des Balkans : l'Italie échoue face à la résistance grecque.
- 2 juin : Massacre de Kondomari (en)
- 3 juin : Massacre de Kándanos
- 28-29 septembre : Soulèvement de Dráma (en)

## Création
- 13e Escadron de bombardiers légers (en)
- 13e Escadron de bombardiers légers (en)
- 19e division mécanisée (en)
- 20e division d'infanterie (en)
- Comité suprême de la lutte crétoise
- Front de libération nationale
- Ligue nationale démocratique grecque
- Omiros (en)
- Organisation patriote socialiste hellénique
- Organisation panhellénique de libération
- Organisation X (en)
- Prometheus II (en)
- Solidarité nationale (en)
- Union de la démocratie populaire (en)
- Union panhellénique de la jeunesse combattante (en)

## Dissolution
- Organisation nationale de la Jeunesse
- Ve corps d'armée

## Sport
- Coupe de Grèce de football (1940-1941) (en)

## Naissance
- 10 février : Déspina Bebedélli (el), actrice.
- 22 février : Yórgos Arvanítis, directeur de la photographie.
- 30 avril : Stávros Dímas, personnalité politique.
- 7 juillet : Geórgios Soufliás, personnalité politique.
- 6 août : Yánnis Kiourtsákis, écrivain.
- 23 août : Yánnis Poulópoulos, auteur-compositeur-interprète.
- 6 novembre : Níkos Panayotópoulos, scénariste et réalisateur.
- 25 novembre : 
  - Eléni Karaïndrou, pianiste et compositrice, notamment de musiques de films, de pièces de théâtre et de séries télévisées.
  - Chrístos Papanikoláou, athlète.

## Décès
- 29 janvier : Ioánnis Metaxás, Premier ministre (fin du Régime du 4-Août)
- 18 avril : Suicide d'Aléxandros Korizís, Premier ministre.
- 20 avril : Marmaduke Pattle, pilote en aviation sud-africain mort lors de la bataille de Grèce.
- 27 avril : Penelope Delta, écrivaine.
- Emilía Dáfni, poétesse et écrivaine.